# 小行星9790
小行星9790（英語：9790 Deipyrus）是一颗围绕太阳公转的小行星。1995年7月25日，太空监视在基特峰发现了此天体。
这颗小行星的绝对星等为152.00183等。小行星9790以希臘神話的人物得伊皮羅斯命名。